# 俄罗斯大院

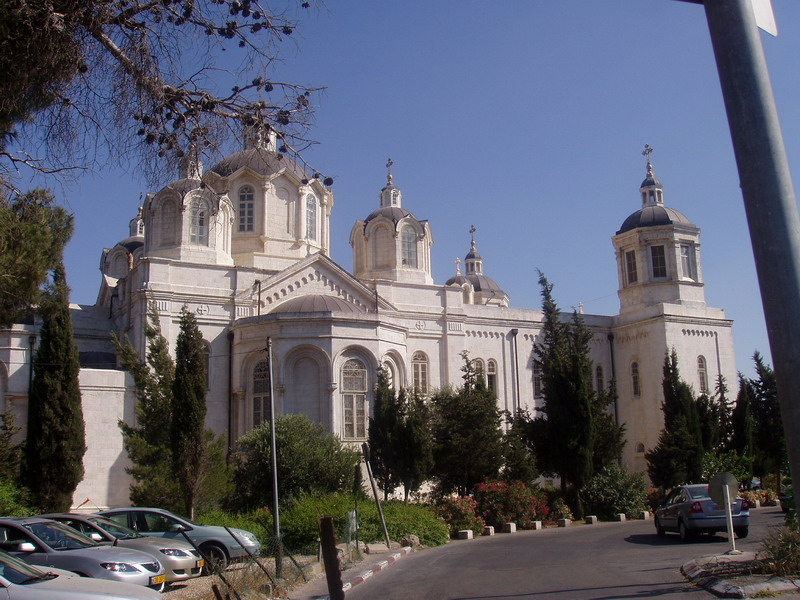
俄罗斯大院的圣三一教堂

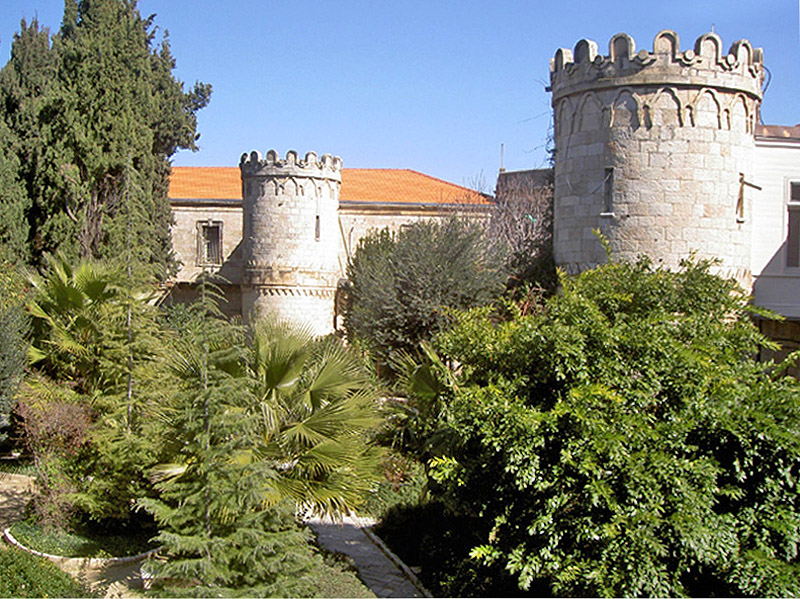
谢尔盖庭院

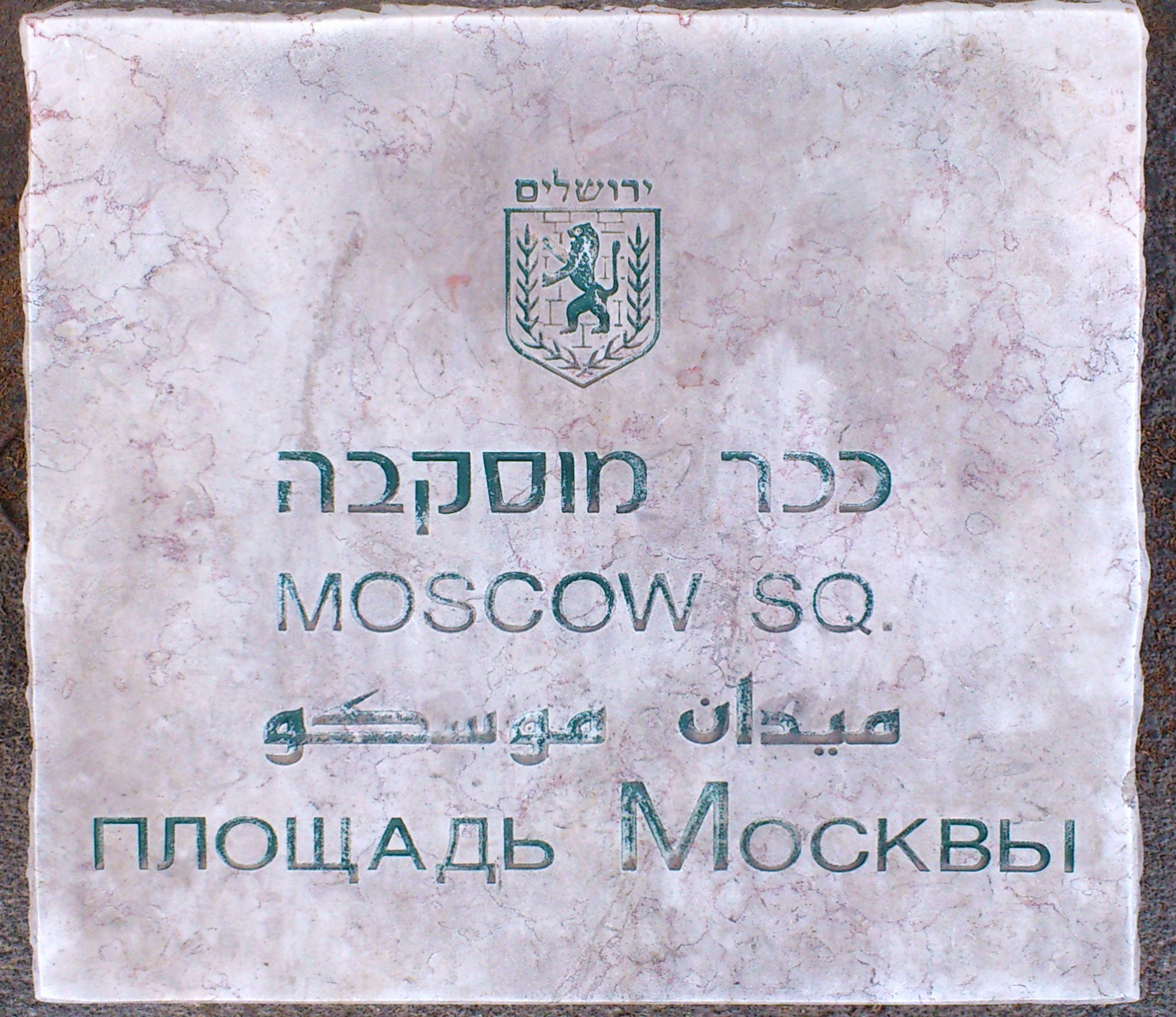
耶路撒冷莫斯科广场

俄罗斯大院（阿拉伯语：المسكوبية，al-Muskubīya，Migraš ha-Rusim，Russian Compound）是耶路撒冷中心最古老的区之一，包括俄罗斯正教会的一个大型教堂和几个昔日的朝圣旅馆，其中有些被用作以色列政府建筑，以及地下囚狱者博物馆。俄国大院建于1860年到1890年之间，1903年又增加了尼古拉朝圣者济贫院。俄国大院占地68000平方米，介于雅法路、Shivtei 以色列街，以及先知街之间。1890年后，周围筑起围墙，因而称为“大院”。

## 历史
在奥斯曼帝国时期，此处原是一个土耳其骑兵阅兵场，称为“新耶路撒冷”（Nuva Yerushama）。俄国大院是一个历史地区，拥有丰富的文化遗产，风景和独特的环境特征。历史上，俄国大院所在的山曾经是发动征服耶路撒冷战斗的重要地点（例如公元前700年的亚述军队和公元70年提多率领的罗马军队）。
俄国大院由“帝国正教巴勒斯坦协会”始建于1860-1864年，服务于来到圣城的大批俄国朝圣者。设计者是俄国建筑师马丁·伊万诺维奇·埃平，它包括传教站、领事馆、医院和旅馆。英国托管时期，俄国大院成为政府管理中心。女子宿舍改为托管地的中央监狱，现在是地下囚狱者博物馆，关押过伊尔贡等地下组织成员。
20世纪60年代，以色列购买俄国大院，保存圣三一教堂和其他另一座建筑。多年以来，俄国大院是耶路撒冷夜生活的中心，尽管市政当局最近关闭该地区的夜总会，计划重建为一个住宅区。市政当局的总部设在大院边缘的萨夫拉广场，并且当地政府的几个部门也在该区设立办事处。

### 俄国大院
俄罗斯人接受基督教以后不久，就开始到圣地朝圣。到19世纪，每年涌向圣地的朝圣者成千上万，主要是在复活节。在前往圣地的朝圣者中，来自俄罗斯正教会的超过任何其他教派。有些人甚至从俄国徒步前往，走完整个朝圣之旅。

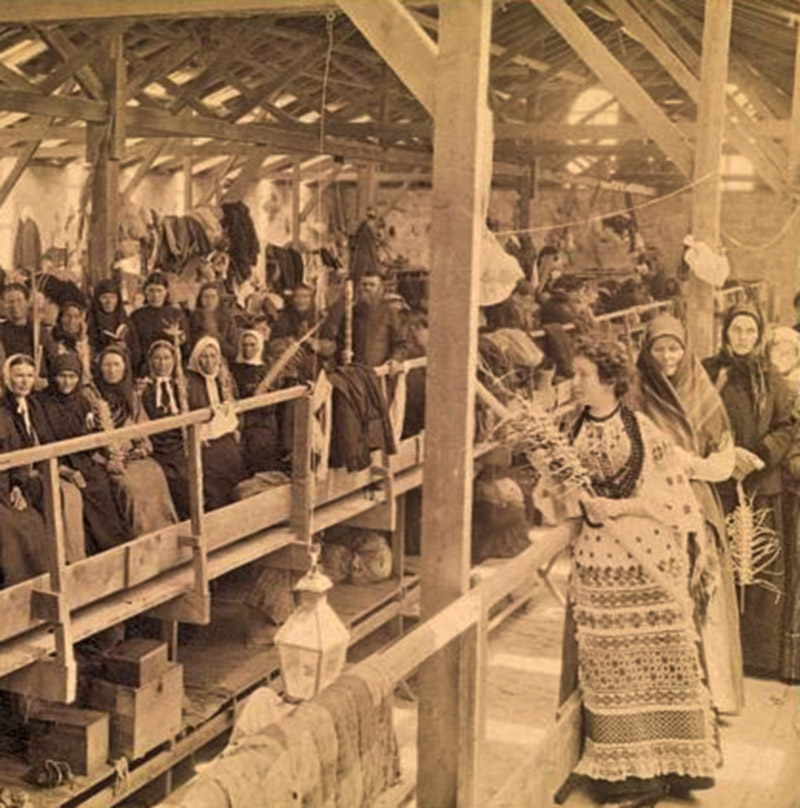
朝圣者在俄罗斯大院（1860年代）

19世纪初，在旧城墙外建立了第一个朝圣者收容所，设立集市，让当地的小贩向朝圣者出售他们的商品和服务。1847年，第一个俄国传教团前往耶路撒冷，在1857年，得到土耳其苏丹的承认后正式成立。其目的是向俄罗斯朝圣者提供灵性的监督，提供协助，以及赞助巴勒斯坦和叙利亚阿拉伯东正教徒的慈善和教育工作。
1858年，整个区域被卖给了俄国。沙皇亚历山大二世统治时期的俄罗斯国家和教会关注在圣地的俄罗斯朝圣者，在旧城北侧城墙外最重要的地点之一，设立了大量收容所，修道院和教堂，包括宏伟的俄国大院。选择该地点是因为它靠近老城和圣墓教堂，位于新城和旧城之间的边界。它占地68000平方米，介于雅法路，Shivtei 以色列街和先知街之间。

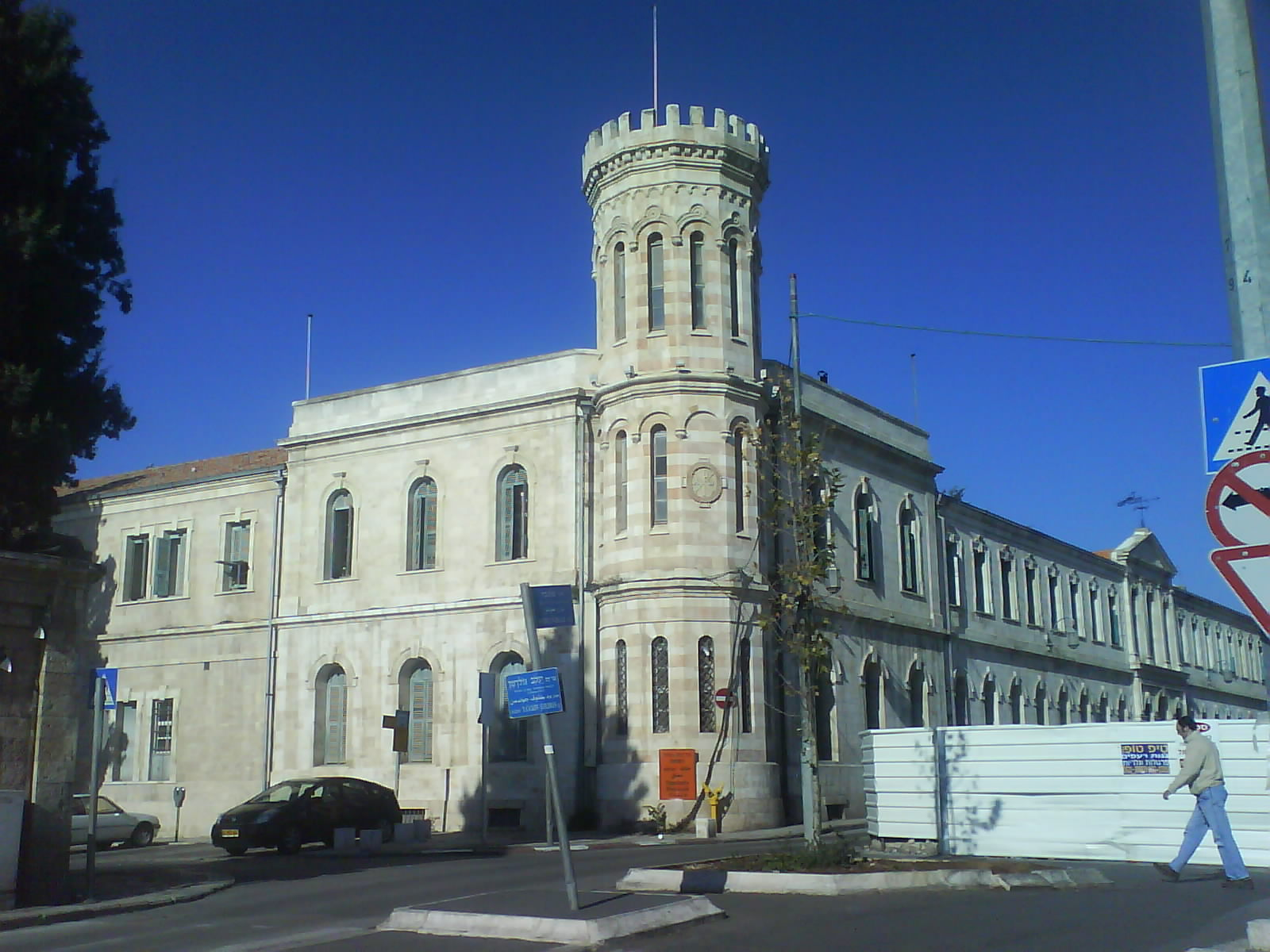
谢尔盖庭院

1860年至1864年，在东北侧建起了玛利亚女子济贫院，在东南侧建起俄国领事馆；西南侧是一家医院，一座单独的建筑是俄罗斯东正教传教会和修士、神父和富有朝圣者的公寓；西北侧是巨大的伊丽莎白男子济贫院，共有2000张床位。有时不得不竖起帐篷，以应付人山人海的朝圣者。最后，圣三一大教堂建于1872年，作为俄国大院的中心。
总部设在圣彼得堡的帝国东正教巴勒斯坦协会，是这一宏大事业的发起者和靠山。俄国建筑师马丁·伊万诺维奇·埃平格负责设计，风格为拜占庭式。所有建筑材料，以及家具，都由专门为此目的成立的俄国航运公司从俄国运来，该公司也搭载朝圣者。巨大的庭院包含马厩，鸡舍，水井和洗衣房。
1890年，沙皇亚历山大三世的弟弟、东正教巴勒斯坦协会会长谢尔盖大公（1857年至1905年）委托建筑师弗兰克嘉完成另外一座公寓谢尔盖帝国济贫院，有25间布置豪华的客房，专为“富人和尊贵的客人”这座华丽的建筑被报纸报纸称为“该市最奇妙的建筑之一”。
第一次世界大战停止了一切。所有的神父和传教会全体工作人员被控通敌，被驱逐出巴勒斯坦，所有的教堂都关闭了。土耳其士兵占领了俄国大院。随着苏联共产党统治的兴起，前往耶路撒冷的俄国朝圣者的洪流几乎完全停止。十月革命对耶路撒冷的日常生活产生重大影响。它不仅阻止了朝圣者的流动，也停止了维持大院的资金。大部分建筑被出租给英国当局。

### 英国托管
1917年，第一次世界大战末期，英国征服当时属于奥斯曼帝国的巴勒斯坦，此后英国托管巴勒斯坦，直到1948年。第一任高级专员赫伯特·塞缪尔，在1920年和1925年间统治。随后有另外六个高级专员，任期至1948年停止。俄国大院成为英国在耶路撒冷统治的基地，以及政府管理的中心。所有本地国民，其中大部分的犹太人，被勒令放弃他们的商店和办公室。俄国建筑被改为政府部门：警察总部、法院以及移民局。
女子收容所被改为耶路撒冷的中央监狱，关押过伊尔贡等地下组织成员。1931年，英国当局要求首席拉比任命一位监狱牧师。阿里耶·莱文拉比以“囚徒的拉比”著称。每逢安息日，他会从他家走到俄国大院，为囚犯进行服务。他被称为“耶路撒冷义人”。他的80岁生日在老中央监狱的院子里举行。

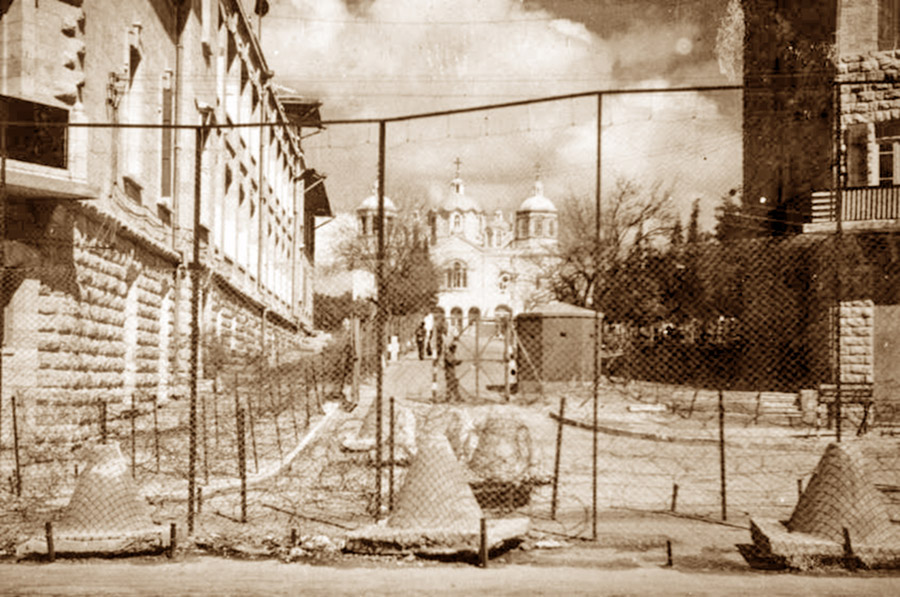
英国托管时期

第二次世界大战结束后，坎宁安担任高级专员期间，英国军队开始在三个大城市建设“安全区”。在耶路撒冷本身，设立四个这样的区域。中央安全区在俄国大院成立。整个区域由铁丝网封锁。绰号“Bevingrad”，得名于反犹太复国主义的英国外交大臣欧内斯特·贝文。
1948年最后一位英军士兵离开耶路撒冷后，伊尔贡地下战士立即接管空置的Generali building，在楼顶升起国旗。然后前往英国情报局所在的俄国大院。伊尔贡组织的一些成员曾被关押在中央监狱，现在作为胜利者回到那里感到特别满意。

### 以色列国
1948年，苏联承认以色列国后，以色列将其领土上所有俄国教会财产，包括俄国大院，归还莫斯科牧首。1964年，以色列政府购买了这些产业，除了大教堂和一个建筑物。因为当时以色列硬通货短缺，是用350万美元的橙子支付。耶路撒冷市政厅兴建在毗邻的萨夫拉广场。
多年来，俄国大院是耶路撒冷夜生活的中心。市政当局最近关闭了本耶胡达街和雅法路的“酒吧区”，计划重建为新的商务和文化区。比撒列艺术设计学院新校园将是重建的中心。

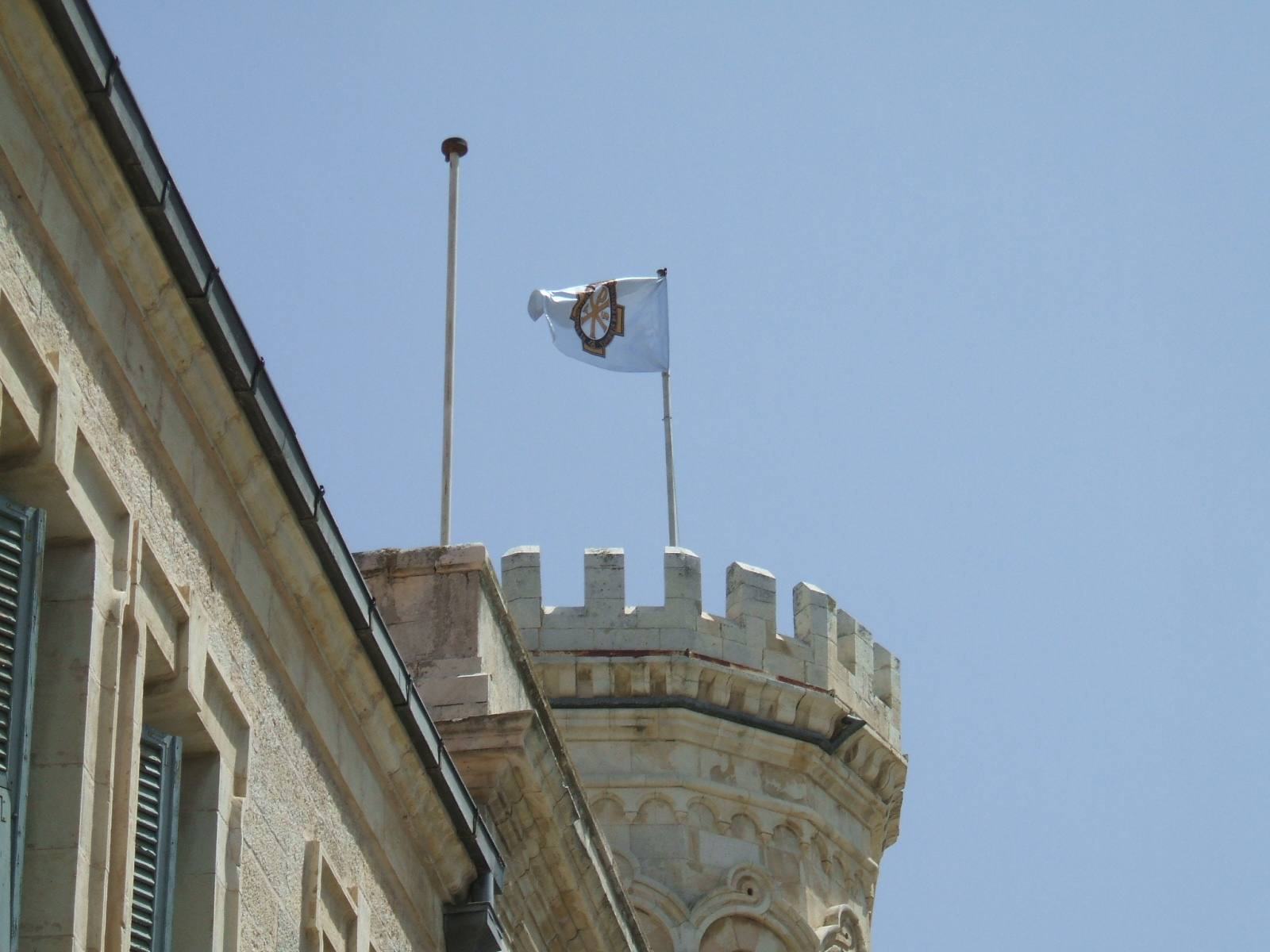
谢尔盖庭院和帝国东正教巴勒斯坦协会会旗，2009年

2008年10月，以色列政府同意将谢尔盖庭院交还俄罗斯。它原本是俄国大院的一部分，以色列农业部和自然保护协会设于此处，在2011年3月搬迁。

## 建筑

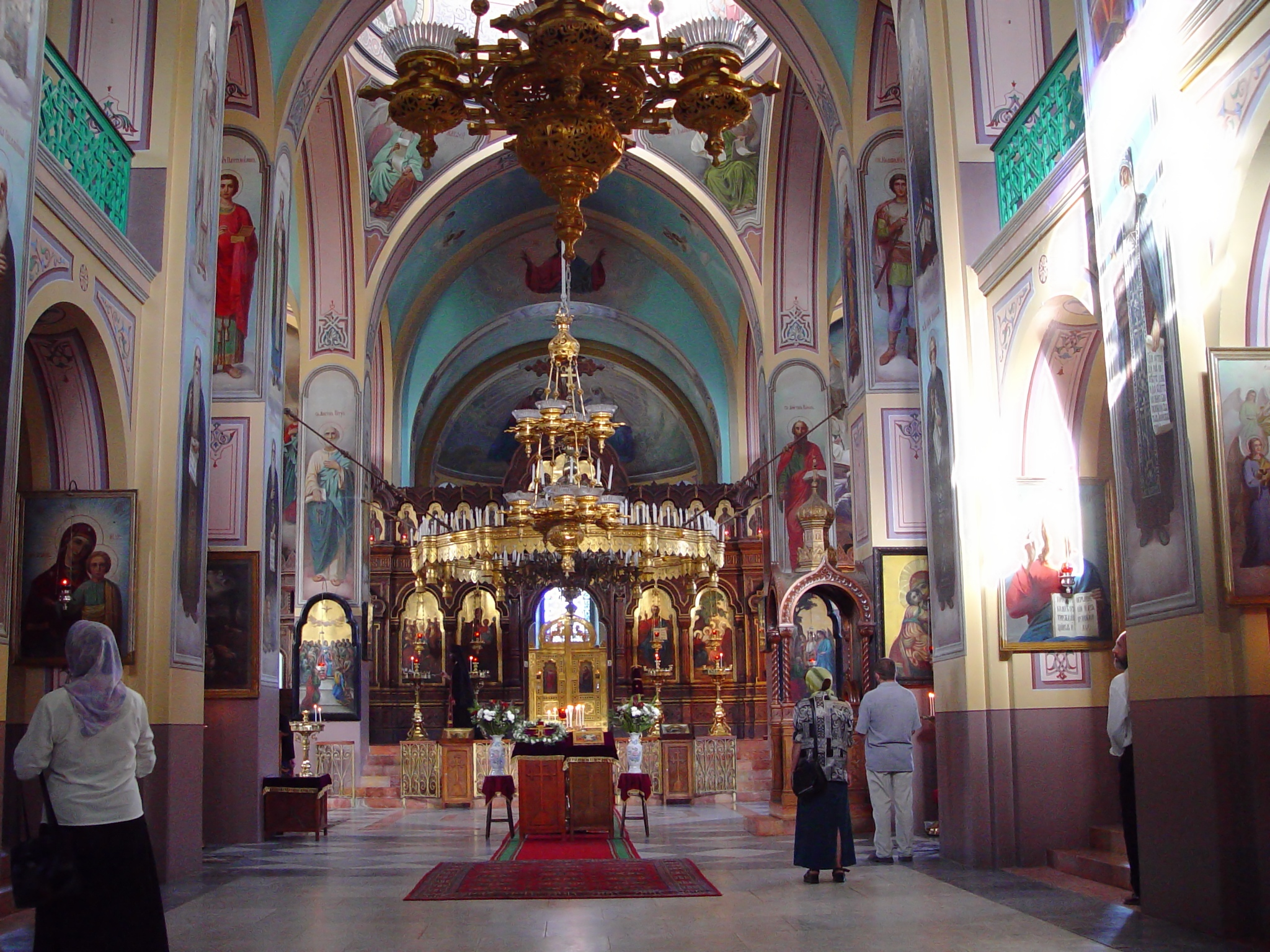
圣三一大教堂

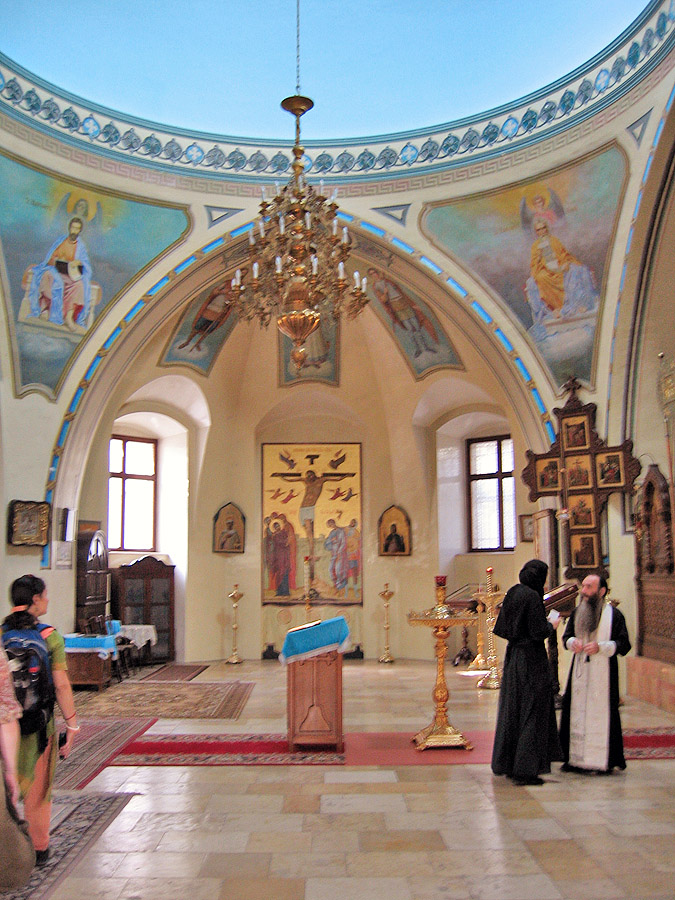
俄国传教会大楼小堂

圣三一大教堂是俄国大院的中心，由俄罗斯帝国居民捐款建成。这座宏伟的建筑始建于1860年，于1872年祝圣，内部和圆顶涂有天蓝色。教会有四个八角钟楼。多年来明亮的绿色圆顶把耶路撒冷的最有特色的教堂之一。
俄国传教会大楼 这座长形的建筑位于大教堂以南，建于1863年。庭院中心是圣亚历山大教堂。该建筑曾是耶路撒冷所有法院的所在地，包括1992年之前的以色列最高法院。俄国传教会在此仍有办事处，但其中心已经迁到橄榄山。
南门 位于传教会和萨夫拉广场的医院之间，建于1890年，系俄国大院的围墙的一部分。
医院 萨夫拉广场13号
俄国领事馆 建于1860年，结合了欧洲和当地建筑的特征。从1953年至1973年此处为药学院，后来是希伯来大学的实验室。
伊丽莎白庭院－男子济贫院 建于1864年，能容纳约300名朝圣者的宿舍，位于今天的Monbaz街。新古典主义入口上方题字“伊丽莎白庭院”，和帝国俄罗斯东正教巴勒斯坦协会的标志。现在是警察总部。
北门 谢尔盖大楼对面。1890年，在俄国大院围墙上开辟南北两个正式的大门。立面上是“帝国俄罗斯东正教巴勒斯坦协会”的标志。

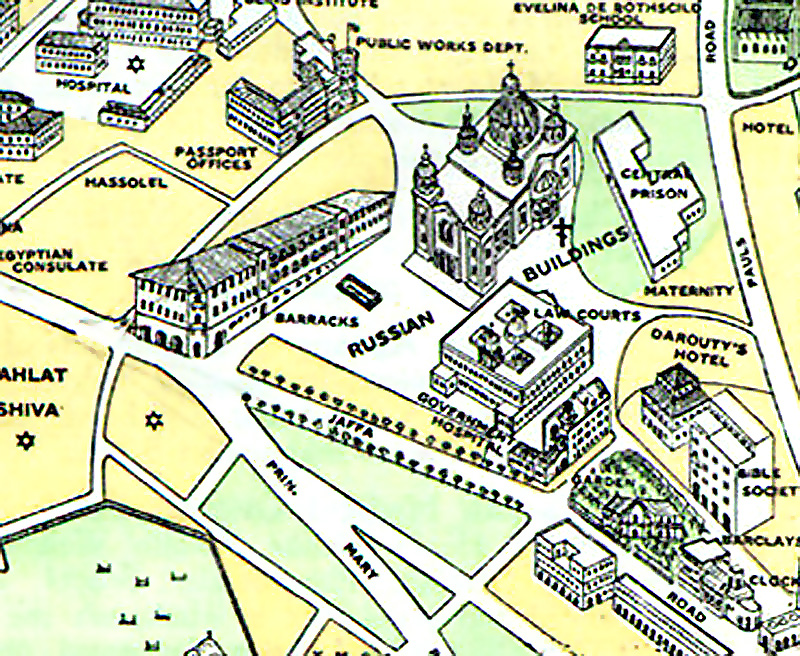
俄国大院地图，1930年

玛利亚庭院－女子济贫院 这座俄国妇女朝圣者旅馆建于1864年，新古典主义风格，长长的走廊通向不同的房间。在英国托管时期改为耶路撒冷中央监狱。被判处死刑的犹太人并不在此处死，而是送到阿卡监狱执行。该建筑现在是地下囚狱者博物馆。

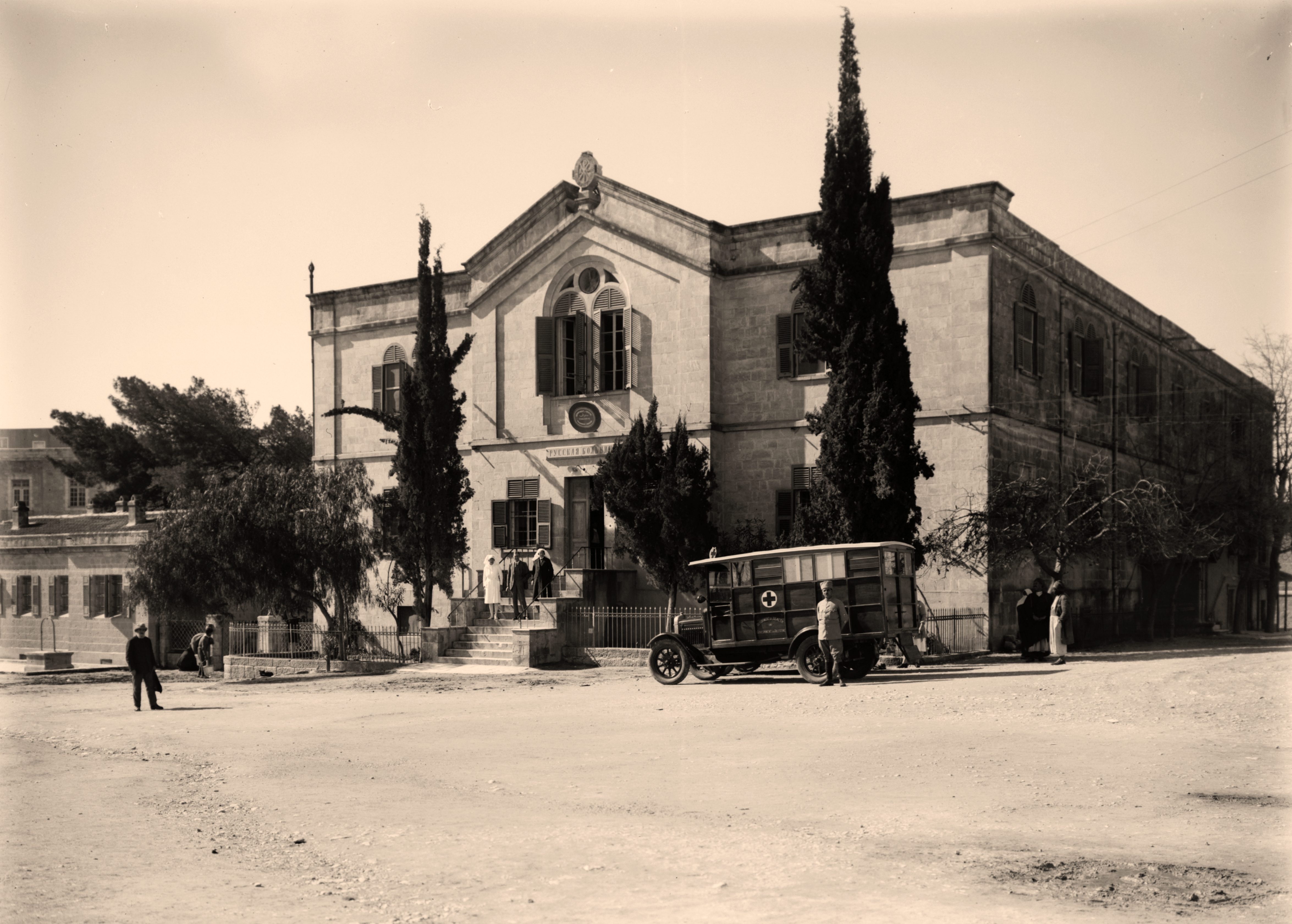
俄国大院医院

谢尔盖大楼 文艺复兴风格，以沙皇亚历山大三世的弟弟、俄罗斯东正教巴勒斯坦协会会长谢尔盖大公命名。由建筑师弗兰克嘉建于1890年Frank Gia，25个装饰豪华的客房服务于前来朝圣的俄国贵族。占地36000平方米，被报纸称为“该市最奇妙的建筑之一”。该建筑在英国托管时期被国有化，用作公共工程部门和护照办公室。以色列建国后，它由以色列政府接管。直到2008年，农业部和以色列遗产保护协会（SPIHS）设此。俄罗斯政府计划恢复服务俄国朝圣者的用途。
尼古拉庭院－朝圣者济贫院 1903年，修建了俄国朝圣者的另一个济贫院，尼古拉朝圣者济贫院，大到足以容纳1200人。英国托管时期部分已被用作警察总部和政府机关。后来，它是英国情报总部，1945年两度被梅纳赫姆·贝京领导的犹太地下组织伊尔贡袭击。

## 考古
在警察总部前是一根巨柱，可追溯到第二圣殿或拜占庭帝国狄奥多西一世时期（第四世纪下半叶）时期发现。在古代这儿有个采石场。